# Новоникольский (Башкортостан)
Новоникольский (баш. Яңы Никольск) — деревня в Благовещенском районе Республики Башкортостан Российской Федерации. Входит в состав Тугайского сельсовета. 

## География

### Географическое положение
Расстояние до:
- районного центра (Благовещенск): 52 км,
- центра сельсовета (Тугай): 108 км,
- ближайшей ж/д станции (Загородная): 32 км.

## История
Поселок был образован в первой половине 1920-х как выселок Ново-Николаевский, расположен на западной стороне от реки Белой, в четырех километрах от Благовещенского завода. Судя по названию, поселок был основан жителями села Николаевки. С 1930-х годов и до конца советских времен входил в состав Николаевского сельсовета. В 1930-е годы поселок вошел в колхоз "Луговой", В 1950 году - в колхоз имени Жданова.

## Население
| 2002 | 2009 | 2010 |
| ---- | ---- | ---- |
| 6    | →6   | ↗21  |

Согласно переписи 2002 года, преобладающая национальность — русские (100 %).
В 1939 году насчитывалось 184 человека, в 1969 - 203, в 2010 - 21.